# Leena Krohn
Leena Krohn, född 28 februari 1947 i Helsingfors, är en finsk författare. 

## Författarskap
Krohn har bland annat gett ut Donna Quijote ja muita kaupunkilaisia ("Donna Quijote och övrigt stadsfolk", 1983), ett poetiskt prosaverk som är konstruerat kring situationer, dialoger, tankeserier och scener där händelserna inte har något med verkligheten att göra. Boken räknas som ett av 1980- och 1990-talens mest betydande finska verk. Även romanen Tainaron. Brev från en annan stad (1985) lägger fokus på vad som är "sant" och på förhållandet mellan övertygelse och verklighet. Bipaviljongen: en berättelse om svärmar (2006) är en sorts framtidsvision präglad av Krohns fabuleringskonst och hennes undran över tillvaron. Hon har också gett ut essäsamlingar och barnböcker.